# Domašov (Bělá pod Pradědem)
Domašov (niem. Thomasdorf, Thomasberg) – wieś, część gminy Bělá pod Pradědem, położona w kraju ołomunieckim, w powiecie Jesionik, w Czechach.